# La Factoría
La Factoría là một reggaeton của Panama. Ban đầu nhóm được thành lập bởi Marlen Romero (Demphra), Johanna Mendoza (Joycee), Edgardo Miranda (MC Joe) và Pablo Maestre (DJ Pablito). Cuối cùng Joycee, Joey Montana và DJ Pablito rời nhóm, tuy nhiên, Demphra quyết định tiếp tục với dự án..
Năm 1999, Demphra tham gia Panama Music, nơi cô phát hành album solo đầu tiên của mình, "La Willa Demphra". Đĩa là một thành công hoàn toàn ở quê nhà Panama bao gồm các bài hát như: "El Muslo", "Tilin Tilin", "Ush", trong số những người khác. Sau thành công của album này, MC Joe, Goodfella, Joycee và DJ Pablito đã hợp tác với Demphra và La Factoría được thành lập.
Nhóm nhanh chóng trở thành một hiện tượng Mỹ Latinh, như "Todavía", "Que me Maten", trong số những người khác đã tặng La Factoría nhiều giải thưởng và đĩa vàng cho hơn 200.000 đĩa CD đầu tiên của họ ở Trung và Nam Mỹ. Vào năm 2000, La Factoría ra mắt các ca khúc "Más Allá" như: "No Lastimes Más" và "Ese Hombre es Mío", họ trở thành hit lớn ở châu Mỹ Latinh.
Hai năm sau, DJ Pablito và MC Joe rời nhóm. Cùng năm đó, La Factoría đã phát hành album "Nuevas Metas" bao gồm các hit đập như "Moriré", "Dale", "Como me Duele" và đĩa đơn # 1 "Perdóname" (feat. Eddy Lover). "Perdóname" đã trở thành một hit lớn cho nhóm một số giải thưởng bao gồm đĩa bạch kim cho 100.000 lượt tải xuống kỹ thuật số của bản nhạc.
Trong năm 2009, Joycee rời nhóm nhưng Demphra quyết định tiếp tục với dự án và trong năm 2010 cô sẽ phát hành album mới của cô "Demphra"..
Năm 2013, Demphra rời Panama Music, để lại tên La Factoría với nhãn hiệu, và giữ tên "Demphra"..

## Danh sách
| Năm  | Tựa đề       | Chú thích |
| ---- | ------------ | --------- |
| 2003 | La Factoría  |           |
| 2004 | Más Allá     |           |
| 2006 | Nuevas Metas |           |
| 2010 | Demphra      |           |

## Đĩa đơn
| Năm  | Tựa đề                                    | Chú thích |
| ---- | ----------------------------------------- | --------- |
| 2003 | Todavia                                   |           |
| 2003 | Que Me Maten                              |           |
| 2005 | Ese Hombre Es Mio                         |           |
| 2007 | Perdóname (feat. Eddy Lover)              |           |
| 2007 | Morire                                    |           |
| 2009 | Hay Otro en mi Vida                       |           |
| 2009 | Dame Una Oportunidad (featuring Makano)   |           |
| 2009 | Vivir Sin Ti                              |           |
| 2009 | Amiga                                     |           |
| 2011 | Que Tonta Fui                             |           |
| 2011 | No Haces Nah                              |           |
| 2012 | Así Lo Amo                                |           |
| 2013 | Dile a Él (featuring Original Fat)        |           |
| 2023 | Perdonamé (featuring Eddy Lover, Farruko) |           |